# Sprinter (dator)
Sprinter är en klon av ZX Spectrum som tillverkas av Peters Plus Ltd i Sankt Petersburg. Den är byggd på vad man kallar flexarkitektur vilket gör den väldigt programmerbar. Den kör även operativsystemet Estex.